# Autobahn 27 (Belgien)
Die belgische Autobahn 27, französisch Autoroute 27, niederländisch Autosnelweg 27 genannt, verläuft auf 61 Kilometern von Battice über Verviers, Malmedy und Sankt Vith bis zur deutschen Grenze bei Steinebrück, wo sie in die Bundesautobahn 60 übergeht. Ab dem Autobahnkreuz Battice verläuft sie auch als Europastraße 42 und zwischen Malmedy und Sankt-Vith-Süd zusätzlich als Europastraße 421.
Die Anschlussstellen Sart Jalhay (9) und Bellevaux-Ligneuville (12) sind Halbanschlussstellen, die nur aus und in Richtung Norden benutzbar sind. Die Anschlussstelle Recht (13) besteht aus zwei ca. 1,5 km entfernten Halbanschlussstellen, die an die N659 (Norden) bzw. N62 (Süden) angebunden sind.
Mitten auf der 411 m langen Ourtalbrücke verläuft die Grenze zwischen Belgien und Deutschland.

## Galerie

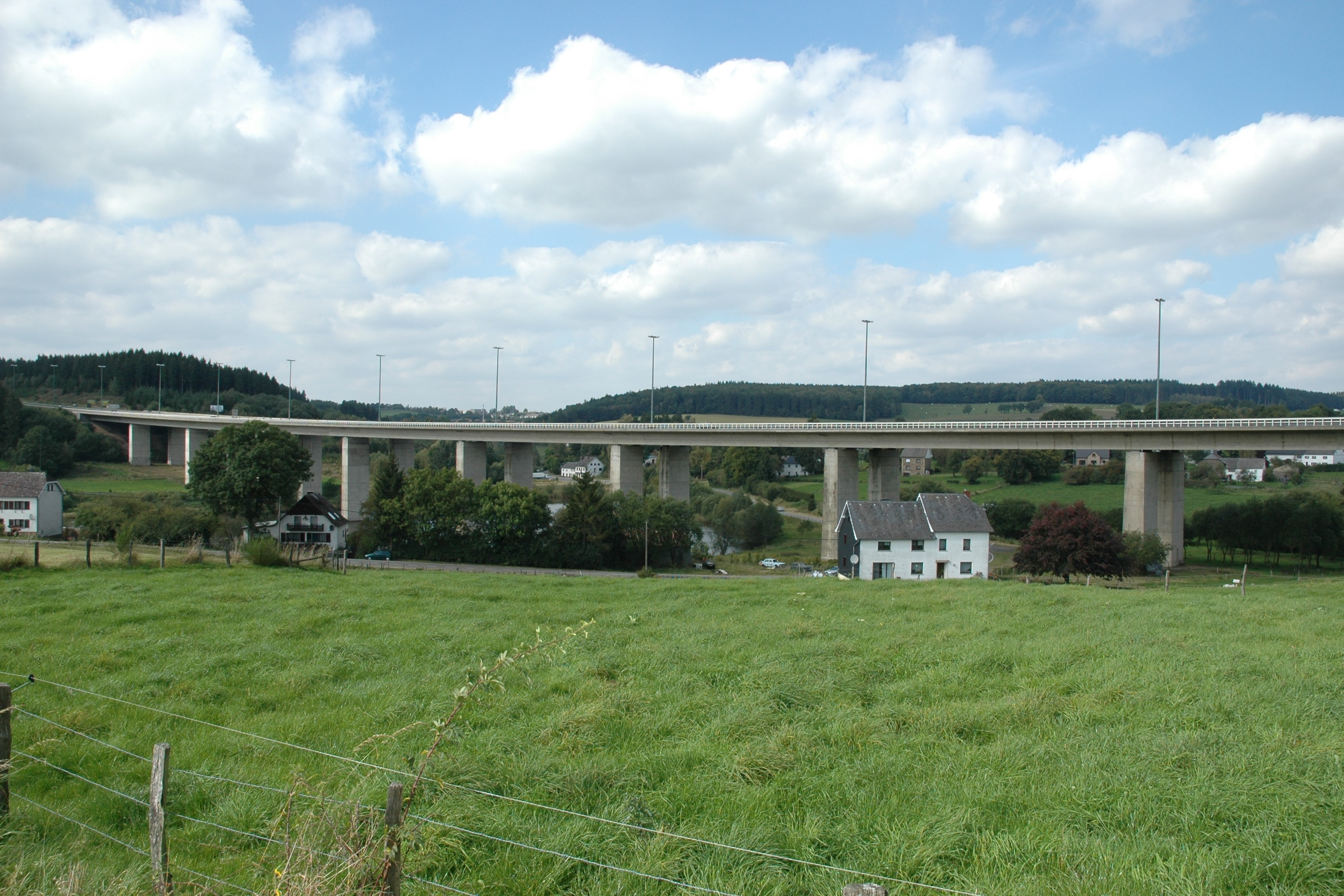
Viadukt von Breitfeld zwischen Sankt Vith und Lommersweiler
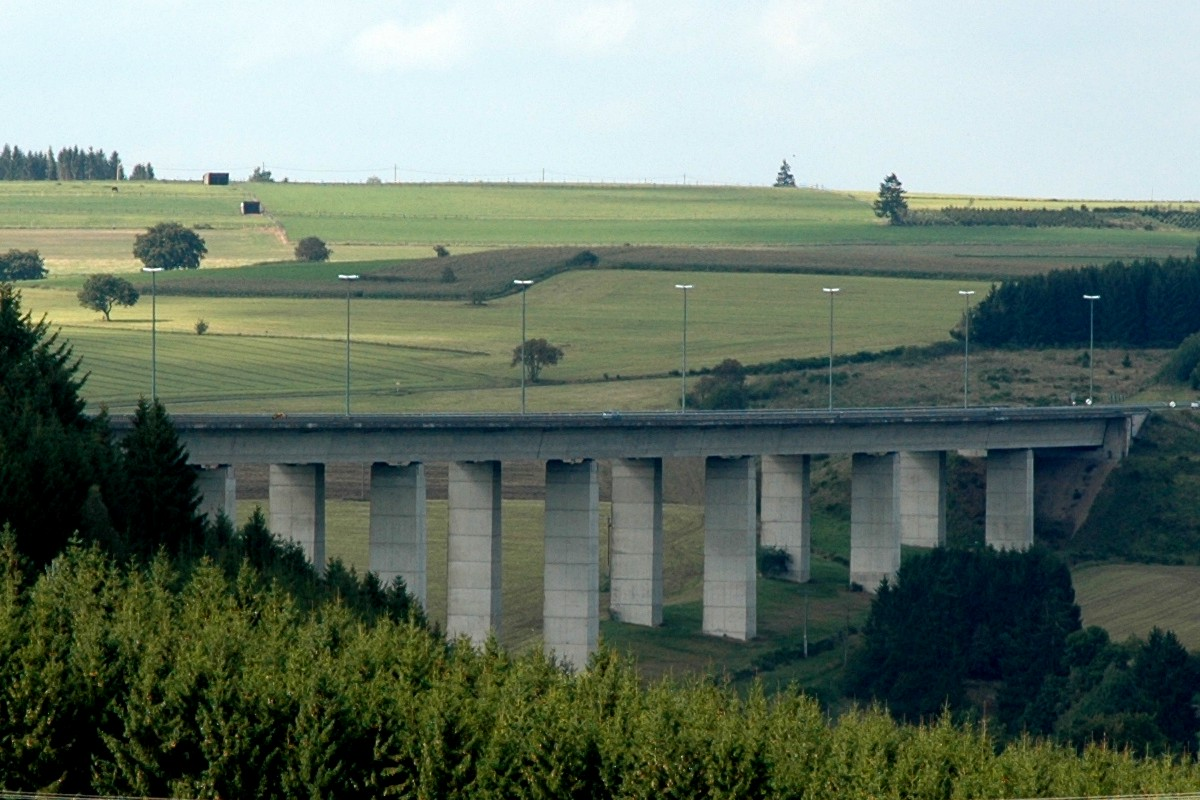
Ourtalbrücke (Grenze zu Deutschland)
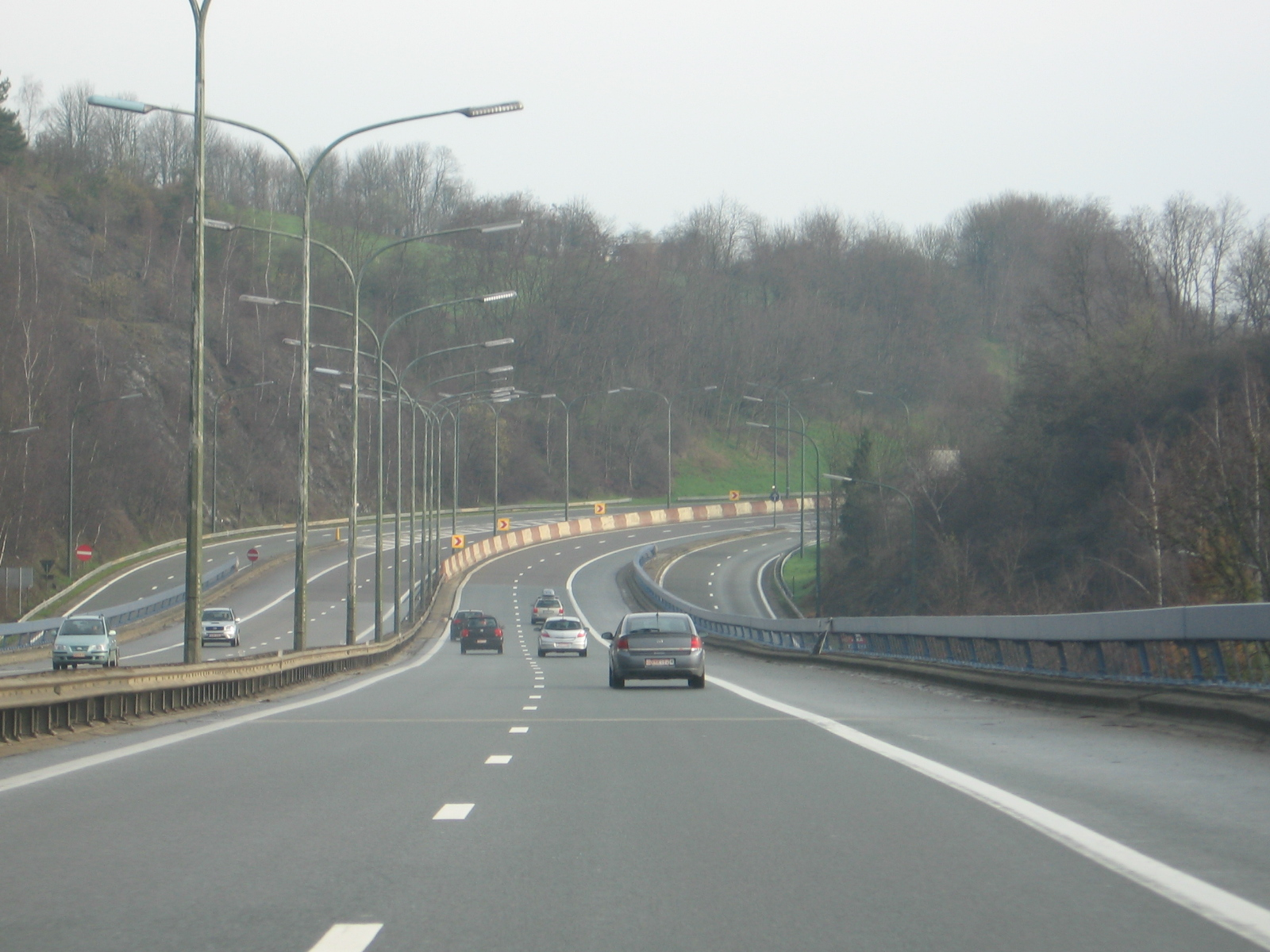
Die A27 mit ihren scharfen Kurven nahe Verviers
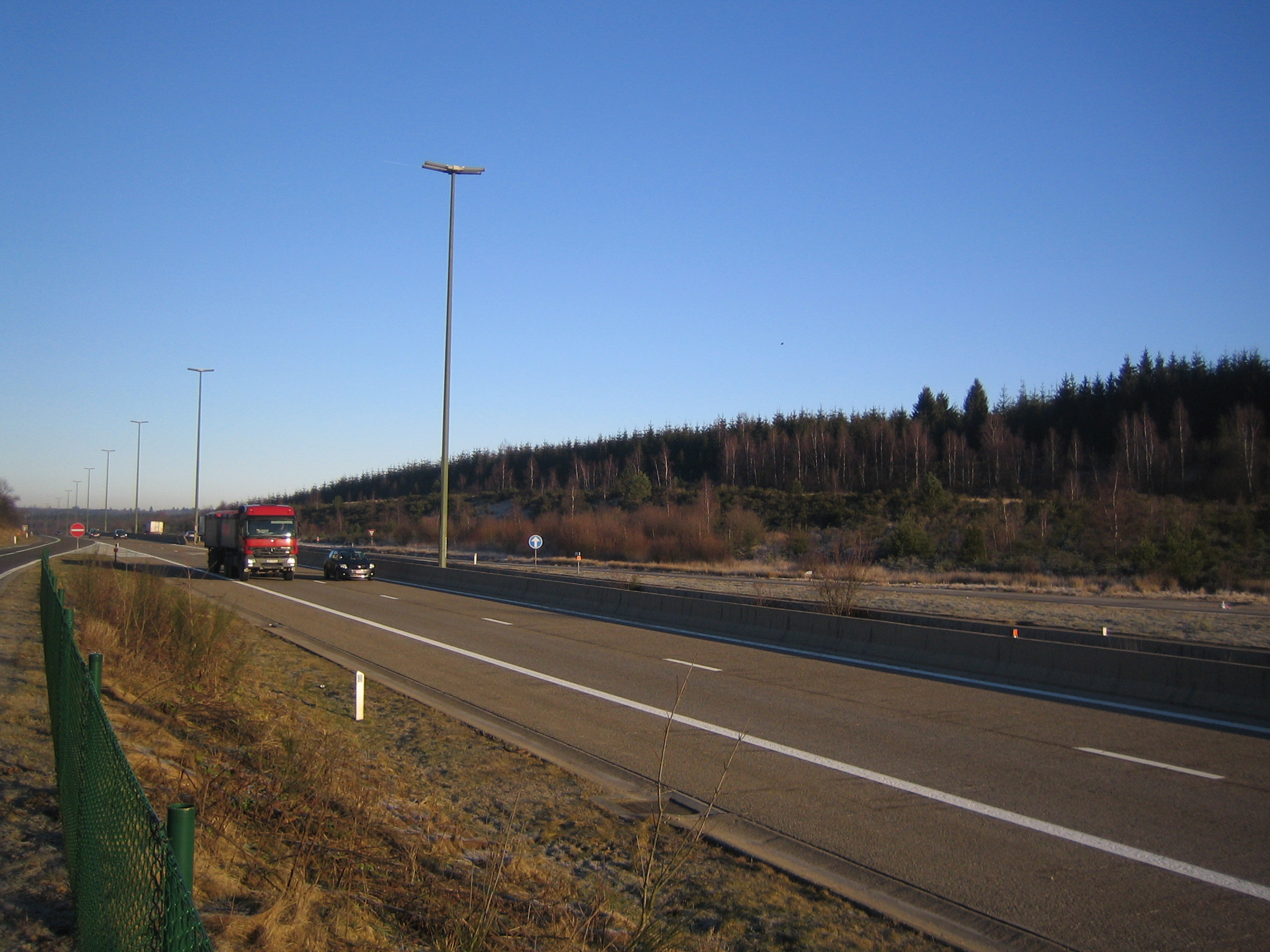
Die A27 nahe St. Vith
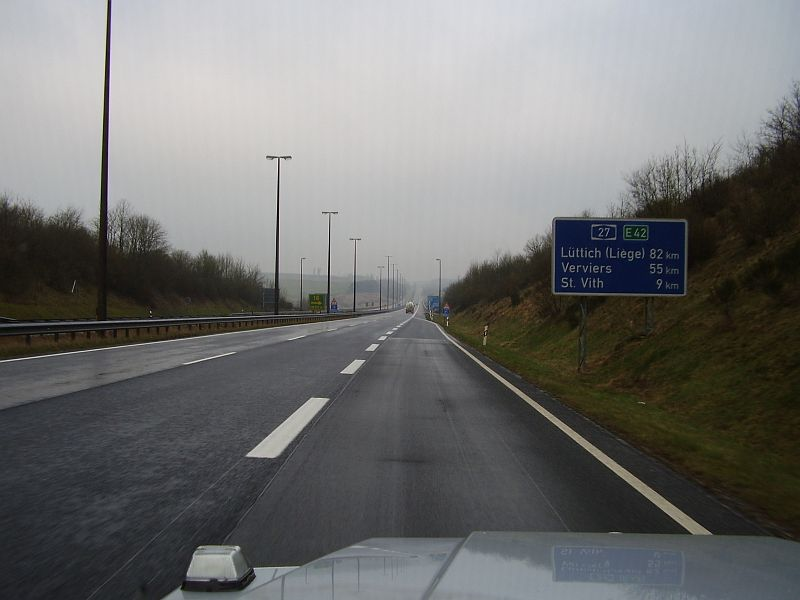
Die A27 bei der Grenze zu Deutschland (fälschlicherweise als deutsche A27 ausgeschildert, siehe Schild rechts)
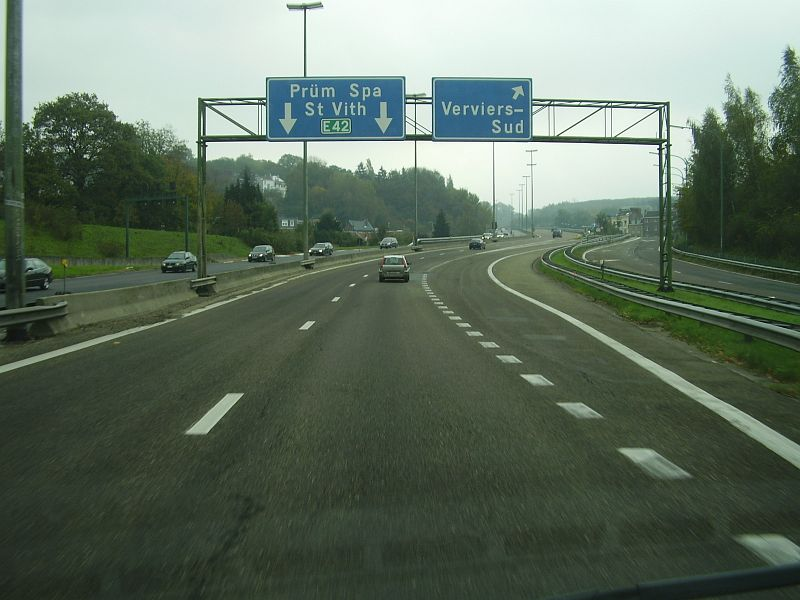
Die A27 in Höhe Verviers-Süd